# Christian Karl
Christian Karl (* 27. Mai 1978 in Sömmerda) ist ein deutscher Politiker (CDU). Er ist seit 2024 Landrat des Landkreises Sömmerda.

## Werdegang
Nach dem Besuch der Friedrich-Engels-Oberschule von 1984 bis 1994 und dem Abitur am Beruflichen Gymnasium Sömmerda von 1994 bis 1997 leistete Karl ein Jahr Zivildienst. 2003 erwarb er einen Abschluss als Staatlich anerkannter Erzieher. Zwischen 2009 und 2011 studierte er Betriebswirtschaft.
Von 2010 bis zur Wahl als Landrat war Karl Geschäftsführer des ASB Kreisverbandes Sömmerda. Zuvor war er seit 2003 in verschiedenen Positionen beim ASB Sömmerda tätig. Er ist des Weiteren stellvertretender Vorsitzender des Kreissportbundes Sömmerda sowie des Paritätischen Landesverbandes Thüringen.

## Politik
Karl wurde 2018 erstmals in den Sömmerdaer Stadtrat und Kreistag gewählt. 2019 wurde er zum ersten Beigeordneter der Stadt Sömmerda ernannt. Seit 2020 ist Karl Vorsitzender des CDU-Ortsverbandes Sömmerda, seit 2021 stellvertretender Kreisvorsitzender der CDU Sömmerda. 2024 setzte er sich bei der Landratswahl gegen den AfD-Bewerber Stefan Schröder durch und wurde neuer Landrat des Landkreises Sömmerda.